# Amphoe Mueang Nakhon Phanom

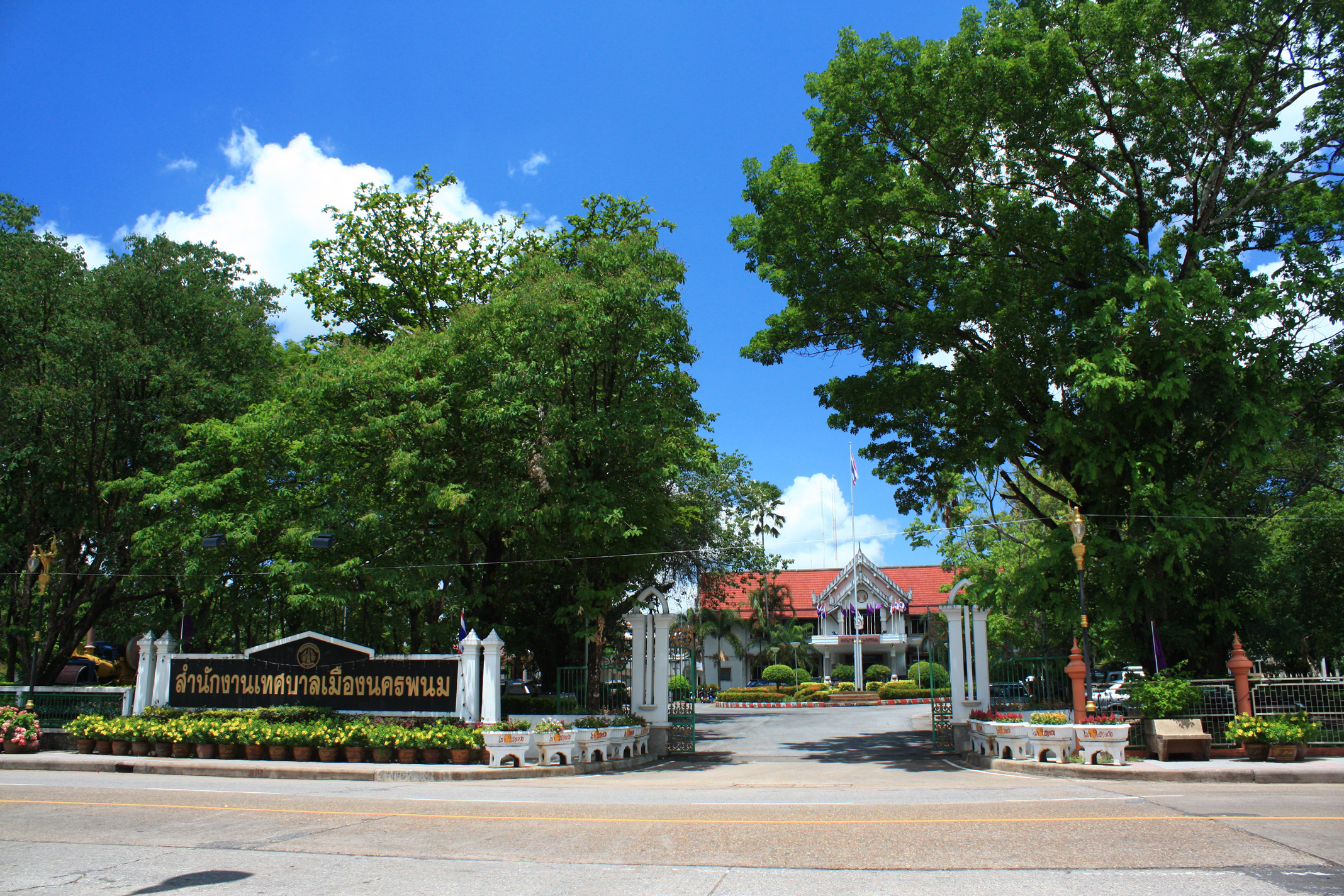
Stadtverwaltung von Nakhon Phanom

Amphoe Mueang Nakhon Phanom (thailändisch อำเภอ เมืองนครพนม)  ist ein Landkreis (Amphoe – Verwaltungs-Distrikt) der Provinz Nakhon Phanom. Die Provinz Nakhon Phanom liegt in der Nordostregion von Thailand, dem so genannten Isan. 
Der Landkreis Amphoe Mueang Nakhon Phanom beinhaltet die Provinzhauptstadt Nakhon Phanom.

## Geographie
Nakhon Phanom liegt an der äußersten Nordostgrenze Thailands an der Grenze zu Laos am Ufer des Mekong.
Benachbarte Distrikte (von Süden im Uhrzeigersinn): die Amphoe That Phanom und Renu Nakhon der Provinz Nakhon Phanom, Amphoe Kusuman der Provinz Sakon Nakhon sowie die Amphoe Pla Pak und Tha Uthen wiederum aus der Provinz Nakhon Phanom. Im Osten liegt am anderen Ufer des Mekong die laotische Provinz Khammuan.

## Geschichte
1917 wurde der Distrikt von Mueang in Nong Buek (หนองบึก) umbenannt. 1938 wurde der Name in Mueang Nakhon Phanom geändert.

## Ausbildung
Im Amphoe Mueang Nakhon Phanom befindet sich die Universität Nakhon Phanom.

## Verkehr
In diesem Bezirk befindet sich der Regionalflughafen Nakhon Phanom.

## Verwaltung

### Provinzverwaltung
Der Landkreis Mueang Nakhon Phanom ist in 15 Tambon („Unterbezirke“ oder „Gemeinden“) eingeteilt, die sich weiter in 165 Muban („Dörfer“) unterteilen.
| Nr.  | Name         | Thai      | Muban | Einw.  |
| ---- | ------------ | --------- | ----- | ------ |
| 01.  | Nai Mueang   | ในเมือง    | 0-    | 14.951 |
| 02.  | Nong Saeng   | หนองแสง   | 0-    | 04.736 |
| 03.  | Na Sai       | นาทราย    | 09    | 05.766 |
| 04.  | Na Rat Khwai | นาราชควาย | 03    | 07.511 |
| 05.  | Kurukhu      | กุรุคุ       | 10    | 08.056 |
| 06.  | Ban Phueng   | บ้านผึ้ง     | 23    | 16.242 |
| 07.  | At Samat     | อาจสามารถ | 11    | 10.078 |
| 08.  | Kham Thao    | ขามเฒ่า    | 11    | 08.744 |
| 09.  | Ban Klang    | บ้านกลาง   | 13    | 08.585 |
| 010. | Tha Kho      | ท่าค้อ      | 14    | 08.904 |
| 011. | Kham Toei    | คำเตย     | 18    | 12.323 |
| 012. | Nong Yat     | หนองญาติ   | 13    | 14.752 |
| 013. | Dong Khwang  | ดงขวาง    | 11    | 06.503 |
| 014. | Wang Ta Mua  | วังตามัว    | 11    | 08.615 |
| 015. | Pho Tak      | โพธิ์ตาก    | 02    | 06.716 |

Hinweis: Die Daten der Muban liegen zum Teil noch nicht vor.

### Lokalverwaltung
Es gibt eine Kommune mit „Stadt“-Status (Thesaban Mueang) im Landkreis:
- Nakhon Phanom (Thai: เทศบาลเมืองนครพนม) umfasst die gesamten Tambon Nai Mueang und Nong Saeng sowie Teile der Tambon At Samat und Nong Yat.

Es gibt eine Kommune mit „Kleinstadt“-Status (Thesaban Tambon) im Landkreis:
- Nong Yat (Thai: เทศบาลตำบลหนองญาติ) bestehend aus weiteren Teilen des Tambon Nong Yat.

Außerdem gibt es 12 „Tambon-Verwaltungsorganisationen“ (องค์การบริหารส่วนตำบล – Tambon Administrative Organizations, TAO):
- Na Sai (Thai: องค์การบริหารส่วนตำบลนาทราย)
- Na Rat Khwai (Thai: องค์การบริหารส่วนตำบลนาราชควาย)
- Kurukhu (Thai: องค์การบริหารส่วนตำบลกุรุคุ)
- Ban Phueng (Thai: องค์การบริหารส่วนตำบลบ้านผึ้ง)
- At Samat (Thai: องค์การบริหารส่วนตำบลอาจสามารถ)
- Kham Thao (Thai: องค์การบริหารส่วนตำบลขามเฒ่า)
- Ban Klang (Thai: องค์การบริหารส่วนตำบลบ้านกลาง)
- Tha Kho (Thai: องค์การบริหารส่วนตำบลท่าค้อ)
- Kham Toei (Thai: องค์การบริหารส่วนตำบลคำเตย)
- Dong Khwang (Thai: องค์การบริหารส่วนตำบลดงขวาง)
- Wang Ta Mua (Thai: องค์การบริหารส่วนตำบลวังตามัว)
- Pho Tak (Thai: องค์การบริหารส่วนตำบลโพธิ์ตาก)